# Focus (musikalbum)
Focus är det amerikanska death metal-bandet Cynics debutalbum, släppt 1993 av skivbolaget Roadrunner Records. En remastrad utgåva med sex bonusspår lanserades av Roadrunner Records 2004.

## Låtförteckning
1. "Veil of Maya" – 5:23
2. "Celestial Voyage" – 3:40
3. "The Eagle Nature" – 3:30
4. "Sentiment" – 4:23
5. "I'm But a Wave to..." – 5:30
6. "Uroboric Forms" – 3:32
7. "Textures" (instrumental) – 4:42
8. "How Could I" – 5:29

Bonusspår (2004-utgåvan)
1. "Veil of Maya" (2004 remix) – 5:22
2. "I'm But a Wave to..." (2004 remix) –5:21
3. "How Could I" (2004 remix) – 6:20
4. "Cosmos" – 4:21
5. "The Circle's Gone" – 5:20
6. "Endless Endeavors" – 9:56

## Medverkande
Musiker (Cynic-medlemmar)
- Paul Masvidal – sång, gitarr, gitarrsynth
- Jason Gobel – gitarr, gitarrsynth
- Sean Reinert – trummor, elektronik
- Sean Malone – basgitarr, Chapman Stick

Bidragande musiker
- Tony Teegarden – growl
- Sonia Otey – sång
- Steve Gruden – sång
- Aruna Abrams – keyboard, sång (2004-utgåvan)
- Chris Kringel – basgitarr (2004-utgåvan)

Produktion
- Scott Burns – producent, ljudtekniker, ljudmix
- Mike Fuller – mastering
- Monte Conner – omslagsdesign
- Robert Venosa – omslagsdesign, omslagskonst, logo

Produktion (2004-utgåvan)
- Scott Burns – producent, mix (spår 12–14)
- Portal – producent (spår 12–14)
- Tom Burleigh – producent
- Paul Masvidal – producent
- Sean Reinert – producent
- Kevin Bartley – mastering (spår 1–8)
- Mark Chalecki – mastering (spår 9–14)
- John Hiler – remix (spår 9–11)